# Amado Aguirre Santiago
Concepción Amado Aguirre Santiago (San Sebastián del Oeste, Jalisco; 6 de febrero de 1863-Ciudad de México, 22 de agosto de 1949) fue un militar, político, escritor y empresario mexicano que participó en la Revolución mexicana. Se desempeñó como diputado del Congreso Constituyente de 1917, secretario de Comunicaciones y Obras Públicas de 1921 a 1924 durante la presidencia de Álvaro Obregón, gobernador del Territorio de Quintana Roo en 1925 y gobernador del Distrito Sur del Territorio de Baja California de 1927 a 1929. 

## Inicios
Sus padres fueron Ignacio Aguirre Peña y Mariana Santiago López. A los 23 años logró el título de Ingeniero en Minas en la Escuela de Ingenierías de Guadalajara, con estudios previos en el Liceo de Varones. Esto le dio una posición económica desahogada que le permitió ayudar a los oposicionistas de Jalisco en los últimos años del Porfiriato. Antes de ello, cuando Bernardo Reyes organizó en 1901 la segunda reserva del ejército porfirista, Amado Aguirre formó parte de ella y recibió el grado de subteniente de ingenieros.
En 1910, siendo empleado de la Amparo Minning Co. no se afilió al maderismo, aunque por sus ideas democráticas simpatizó con él. En 1913 dio su ayuda moral y material a pequeñas gavillas que no aceptaron la usurpación de Victoriano Huerta.

## Carrera política y militar
Su participación en la lucha se hizo clara cuando a mediados de 1914, se incorporó al Cuerpo de Ejército de Occidente, en las fuerzas del General Lucio Blanco, con el grado de Mayor de Ingenieros, bajo las órdenes directas de Miguel M. Acosta Guajardo. Poco después Álvaro Obregón lo nombró Jefe de la Comisión de Contribución Extraordinaria de Guerra. En agosto de 1914 se le nombró Jefe del Estado Mayor de Manuel M. Diéguez. Tuvo una importante participación en las batallas del Zapote, Trinidad y León en las que combatió con éxito a los villistas. Por sus méritos se le otorgó el grado de general brigadier.    
Como diputado constituyente de Jalisco destacó como parte del grupo jacobino-radical.   
Al triunfo de las fuerzas constitucionalistas fue designado jefe militar y gobernador interino de Jalisco.   
Durante el período presidencial de Venustiano Carranza fungió como senador y subsecretario de Fomento.    
Fue presidente del Centro Electoral de la candidatura de Álvaro Obregón y luego perteneció a su gabinete como secretario de Comunicaciones y Obras públicas; posteriormente ocupó las gubernaturas del territorio de Quintana Roo y del Distrito Sur de Baja California.    
En 1923 tuvo una eficaz participación en la campaña contra la rebelión delahuertista, pues mediante el control de los telégrafos siguió su frecuencia e informó de ella a Plutarco Elías Calles y a Álvaro Obregón.   
El 13 de noviembre de 1924 fue ascendido a general de brigada y al año siguiente ocupó la dirección del Colegio Militar.   
De 1930 a 1932 ocupó la Subsecretaría de Guerra.

## Últimos años y muerte
Escribió estudios sobre Quintana Roo, Baja California y Picaluga; publicó también: Mis memorias de campaña, apuntes para la historia y estampas de la Revolución Mexicana.   
Murió en la Ciudad de México el 22 de agosto de 1949, un año después de haber sido nombrado miembro directivo de la Legión Mexicana de Revolucionarios.   
Fue sepultado en el Lote de los Constituyentes de 1917 del Panteón Civil de Dolores.  
Fue abuelo materno del historiador, académico y catedrático Álvaro Matute Aguirre (1943-2017).  